# Kleszcze właściwe
Kleszcze właściwe, kleszcze twarde (Ixodina) – takson roztoczy z grupy kleszczy.
Kleszcze właściwe klasyfikowane są w randze podrzędu, bądź podkohorty i obejmują wszystkie kleszcze z wyjątkiem obrzeżków czyli kleszczy miękkich.
Ciało kleszczy właściwych dzieli się na gnatosomę i idiosomę. Gnatosoma u osobników głodnych osadzona jest na samym przodzie ciała, natomiast u najedzonych form młodocianych i dorosłych samic zagina się na stronę brzuszną. Gnatosoma wyposażona jest w trój- lub czteroczłonowe nogogłaszczki, szczękoczułki i hypostom oraz może być wciągana w kamerostom. Idiosomę charakteryzuje obecność silnie zesklerotyzowanych tarczek, w tym tarczki grzbietowej (scutum lub conscutum), która u samic pokrywa część przednio-grzbietową a u samców cały grzbiet.
U kleszczy właściwych występują 3 stadia rozwojowe: larwa, jedno stadium nimfalne i forma dorosła. Pierwsze z nich ma 3 pary odnóży, a drugie 4 pary nóg i zawiązki otworu płciowego.
Do kleszczy właściwych zalicza się rodziny:
- Amblyommidae
- kleszczowate (Ixodidae)
- Nuttalliellidae